# Anděl v křesťanství

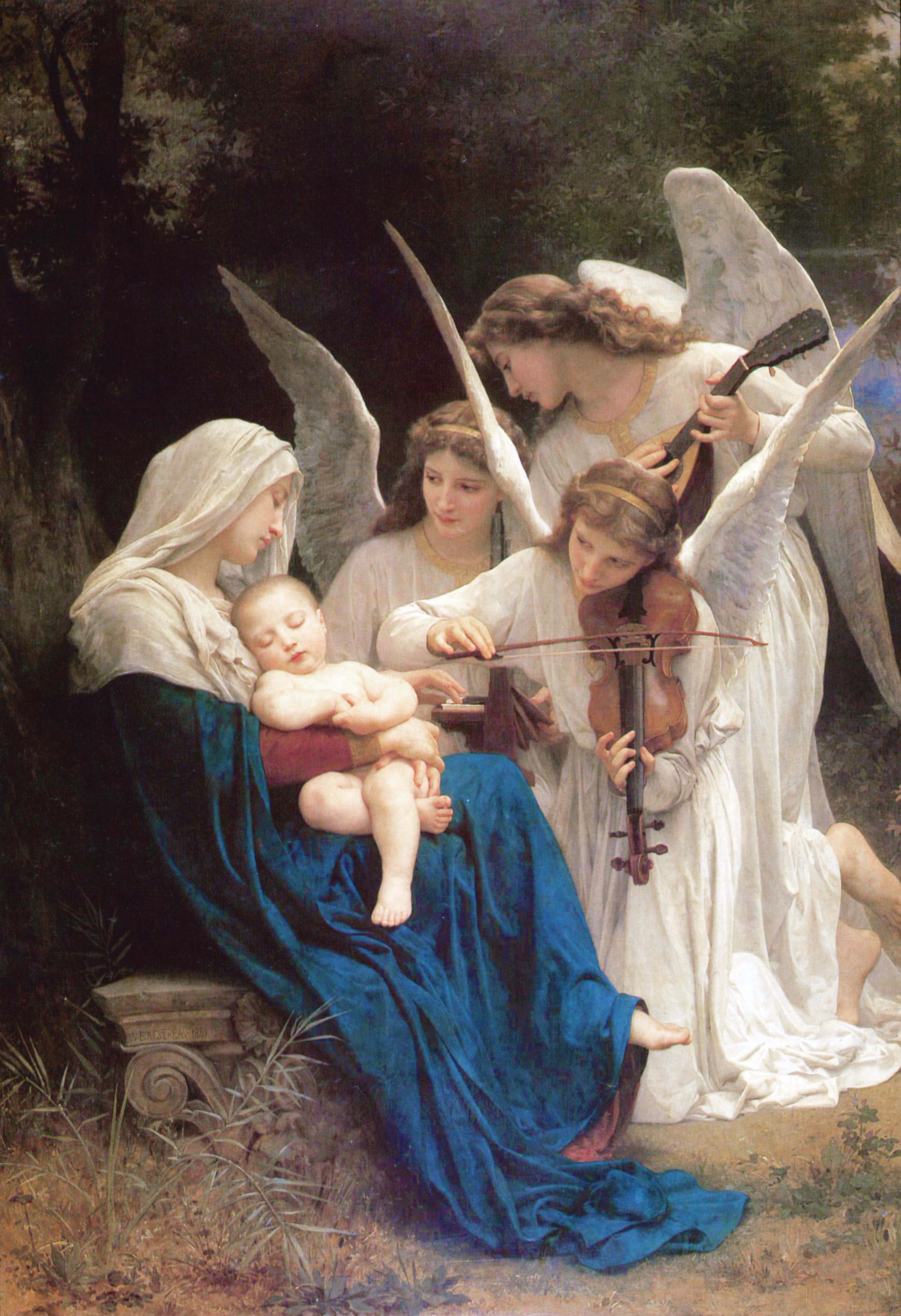
Panna Maria s anděly
(W.-A. Bouguereau 1881)

Anděl je v křesťanství označení pro svatou a dokonalou duchovou bytost obdařenou rozumem a vůlí, která slouží Bohu jako posel. Tradiční křesťanská představa anděla je okřídlená antropomorfní bytost často zobrazovaná v křesťanském umění. Andělé mají význam v Novozákoním příběhu a v teologii, zabývá se jimi obor zvaný angelologie.

## Definice
Bible mluví o andělech jako o Božích poslech či služebnících, kteří jsou mu poslušní: „Dobrořečte Hospodinu, jeho andělé, vy silní bohatýři, kteří plníte, co řekne, vždy poslušni jeho slova!“ Ž 103, 20 (Kral, ČEP) Vyjadřuje i nesmrtelnost andělů: „Vždyť už nemohou zemřít, neboť jsou rovni andělům…“ Lk 20, 36 (Kral, ČEP) Známá je pak definice anděla podle Augustina: 
| „ | Anděl je název úkolu, ne přirozenosti. Ptáš-li se, jak se nazývá tato přirozenost, je to duch; ptáš-li se, jaký má úkol, je to anděl. Podle toho, co je, je duch, podle toho, co koná, je anděl. | “ |

## Andělé v Novém zákoně
Nový zákon mluví o andělech na mnoha místech a jejich úloha v příběhu rozhodně není zanedbatelná.

### Anděl jako posel a pomocník
Anděl předpovídá jak narození Jana Křtitele Zachariášovi, tak i narození Krista Panně Marii a pastýřům, ve snu Josefovi sdělí původ Mariina těhotenství a pošle ho do Egypta, aby byl Ježíš zachráněn před Herodem. Nakonec pak zvěstuje (zvěstují) i Ježíšovo zmrtvýchvstání. Kornélia anděl informuje o vyslyšení jeho modliteb a přikazuje mu poslat pro Petra, aby mu zvěstoval víru. Anděl pak také několikrát vysvobozuje zatčené apoštoly z vězení.

### Andělé a Ježíš
Také Ježíš mluví o andělech. Vyjadřuje se o nich ve svých podobenstvích, často v souvislosti s jejich úlohou na konci světa, kde mají být dobří andělé nástrojem Božího soudu, špatní však zavrženi. Dále pak v rozmluvách, kde k andělům přirovnává lidi po smrti, kteří se již nežení a nevdávají. Jinde Ježíš dává najevo svou moc nad anděly. Andělé však v těžkých chvílích Ježíšovi taktéž pomáhají: jednak po pokušeních ďábla na poušti, kdy ho obsluhují, nebo v Getsemanské zahradě, kdy mu anděl dodává sílu.

### Andělé v knize Zjevení
Kniha Zjevení je na bytosti andělů zvlášť bohatá. Vyskytují se v podstatě v celém jejím dění. Už samotné zjevení je Janovi dáno skrze anděla, který mu vše ukazuje. V podstatě všechny činy, které kniha popisuje, jsou konány prostřednictvím andělů – ohlašují různé eschatologické události. Objevují se i andělé jednotlivých církevních obcí. Počet andělů se dle knihy Zjevení jeví jako obrovský.

## Pád andělů
Pád andělů je označení pro vzepření některých andělů proti Bohu v čele s postavou nazývanou satan nebo ďábel. O pádu se mluví např. v Druhém listě Petrově:
| „                      | Vždyť Bůh neušetřil ani anděly, kteří zhřešili, ale svrhl je do temné propasti podsvětí a dal je střežit, aby byli postaveni před soud. | “ |
| — 2Pt 2, 4 (Kral, ČEP) | |   |

nebo v listě Judově:
| „                     | Také anděly, kteří si nezachovali své vznešené postavení, ale opustili určené místo, drží ve věčných poutech v temnotě pro veliký den soudu. | “ |
| — Ju 1, 6 (Kral, ČEP) | |   |

Katolická církev učí, že Bůh stvořil všechny bytosti a všechny jako dobré. Tuto nauku potvrdil i Čtvrtý lateránský koncil: 
| „ | Satan totiž a ostatní zlí duchové byli Bohem stvořeni přirozeně dobří, ale sami ze sebe udělali zlé.“ | “ |

 Satana, který se pak postavil proti Bohu, vidí jako původce zla a jako postavu Svůdce z Gn 3, 1–5 (Kral, ČEP). Tak se vyjadřuje i Ježíš v Janově evangeliu: „On byl vrah od počátku a nestál v pravdě, poněvadž v něm pravda není. Když mluví, nemůže jinak než lhát, protože je lhář a otec lži.“ J 8, 44 (Kral, ČEP) Hřích andělů se chápe jako absolutní (neodpustitelný, nezrušitelný) pro neodvolatelný charakter všech jejich rozhodnutí. Sv. Jan z Damašku se k tomu vyjadřuje: „Po pádu už nemají možnost litovat, tak jako už nemohou litovat lidé po smrti.“
Shodné stanovisko zastává i většina protestantských církví.

### Jiné interpretace pádu
V rámci exegeze vznikly také jiné interpretace zla, které reálnou existenci zlých duchových bytostí, a tedy i satana, popírají. Tvrdí, že biblická vyjádření nutně neznamenají existenci satana, ale spíše jistého neosobního principu zla v lidské přirozenosti. Pojmu ďábla je pak v Novém zákoně používáno jako symbolu pro hřích. Ačkoliv mnohé tyto interpretace vznikaly na půdě katolické teologie, římskokatolická církev je odmítá. Odmítání reálné existence ďábla a démonů se vyskytuje i v teologii protestantské – v extrémní podobě je spojeno zejména s demytologizačním přístupem Rudolfa Bultmanna; většina protestantů (zejména evangelikálové) však toto odmítání rovněž zavrhuje.

## Dělení a druhy andělů

### Děvět andělských chórů

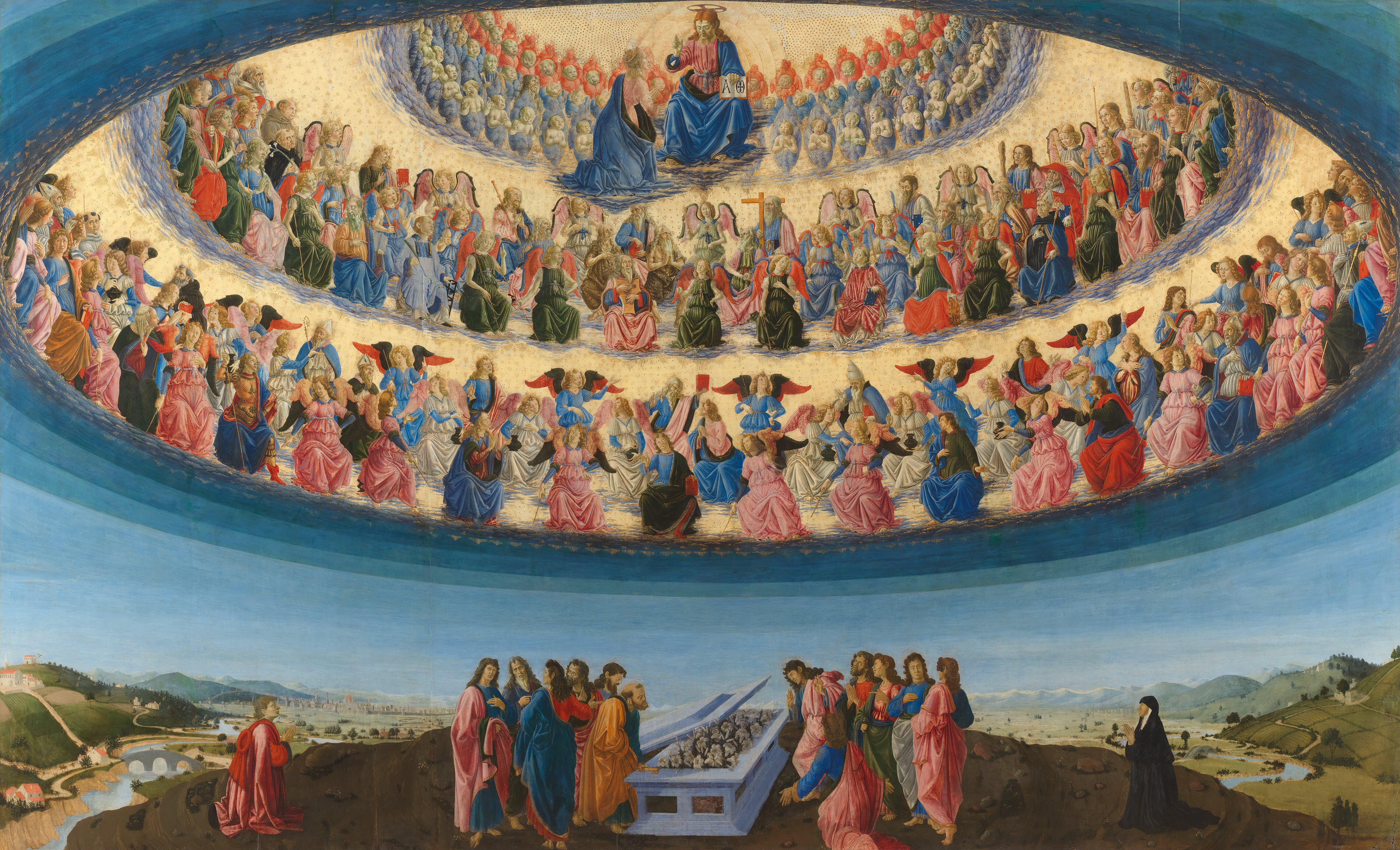
Andělské chóry na obraze Nanebevzetí F. Botticiniho

Známé rozdělení andělů vypracoval na přelomu 5. a 6. století křesťanský mystik Pseudo-Dionysios Areopagita, který ve svém spise o nebeské hierarchii popsal – zčásti na základě starších tradic – devět hierarchických stupňů andělů, takzvaných andělských chórů, které se dělí do tří kůrů (triád či sfér). Nejvyšší trojici podle jeho učení tvoří chóry serafínů, cherubinů a trůnů, prostřední triádu tvoří panstva, síly a mocnosti, a konečně ve třetí sféře jsou chóry označené jako knížectva, archandělé a andělé. Tuto nauku převzal i Tomáš Akvinský a ve své Summě k jednotlivým chórům přidává ještě tzv. postavení. Popořadě: láska, vědění, poznání; řízení, zázraky, zahánění; vedoucí, vyslanci, poslové. Názvy jednotlivých chórů však pocházejí z Bible.

### Archandělé
Církevní tradice vidí jako Archanděly tři anděly, jejichž jména se nacházejí v Písmu – Michaela, Gabriela a Rafaela. V Bibli je však za archanděla výslovně označen pouze Michael, jako kníže Božích „vojsk“ či ochránce Izraele a odpůrce ďábla ve sporu o Mojžíšovo tělo. Anděl Rafael (též Refáel, Ochranitel) je zmíněn v deuterokanonické (apokryfní) knize Tóbijáš, kde pomáhá hlavní postavě knihy. V Bibli je dále zmiňován anděl Gabriel (Zvěstovatel), který např. zvěstuje narození Krista Jména dalších archandělů se vyskytují v různých starozákonních apokalypsách či židovských apokryfech. Pravoslaví uznává 8 archandělů – vedle tří výše zmíněných též: Uriel (viz apokryfní knihy: 4. Ezdrášova a 1. Henochova), Šealtiel, Jugidiel, Barachiel, Jeremiel.

### Andělé strážní
V křesťanství je taktéž rozvinuta víra, že každý člověk má svého tzv. strážného anděla, aby ho chránil a pomáhal mu vést správný život. Např. sv. Basil píše: „Každý věřící má u sebe anděla jako ochránce a pastýře, aby ho vedl k životu.“ Toto tvrzení je několikrát naznačeno i v Bibli. V katolické církvi nebylo učení o andělech strážných nikdy definováno, ale zejména lidová zbožnost k nim pěstuje úctu.

## Úcta

### Svátky
V katolické církvi (západní) se slaví svátky týkající se andělů:
- památka sv. Andělů strážných – 2. října
- svátek sv. archandělů Michaela, Gabriela a Rafaela – 29. září

Svátky týkající se andělů se slaví i v některých protestantských církvích. Např. některé luterské církve slaví 29. září svátek archanděla Michaela a všech andělů.

### Stavby zasvěcené andělům
Andělům jsou zasvěceny i mnohé sakrální stavby. V České republice např.:
- Kostel sv. Andělů Strážných ve Veselí nad Moravou, v Nivnici, ve Vidochově, v Brandýsu nad Orlicí a dalších
- Kaple svatých Andělů Strážných v klášteru Zlatá Koruna, v Hlinném, v Prostějově, sv. Anděla Strážce v Sušici, ad.
- Mnohé kostely svatého Michaela archanděla
- Klášter a kostel sv. Gabriela v pražské Kinského zahradě
- Kaple archanděla Rafaela v Klarově ústavu slepců na pražském Klárově
- Sanatorium svatého Rafaela na Moravci – pro duchovní